# موتا سانت‌آناستازیا
موتا سانت‌آناستازیا (به ایتالیایی: Motta Sant'Anastasia) یک کومونه در ایتالیا است که در استان کاتانیا واقع شده‌است. موتا سانت‌آناستازیا ۳۵٫۷ کیلومتر مربع مساحت و ۱۱٬۲۰۳ نفر جمعیت دارد و ۲۷۵ متر بالاتر از سطح دریا واقع شده‌است.